# Night After Night
Night After Night é um filme estadunidense de 1932, do gênero drama, dirigido por Archie Mayo e estrelado por George Raft e Constance Cummings. Feito como veículo para Raft, o filme acabou dominado por Mae West, em sua estreia nas telas: anos depois, Raft afirmou que ela "roubou tudo, exceto as câmeras".
Mae reescreveu suas cenas e já mostra a que veio na primeira delas: ao ser saudada por uma guardadora de chapéus com um "Deus, que diamantes!", ela responde: "Deus não teve nada a ver com isso, queridinha".
Para o historiador Ken Wlaschin, este é um dos dez melhores filmes, tanto de Raft quanto de Mae. Os dois voltariam a trabalhar juntos em Sextette (1978), último filme de Mae, e faleceriam com dois dias de diferença: ela em 22 de novembro de 1980 e ele, em 24 de novembro do mesmo ano.

## Sinopse
O ex-boxeador Joe Anton é agora proprietário de um clube, onde vende bebida ilegalmente. Apaixonado pela socialite Jerry Healy, ele passa a tomar aulas de comportamento e voz, para equiparar-se socialmente a ela. Mas sua professora só lhe dá atenção porque ele vive no belo apartamento que sua família perdeu com a queda da bolsa. Quando ela finalmente cai por ele, Joe está a pique de reatar com seu antigo amor, Iris Dawn.

## Elenco
| Ator/Atriz         | Personagem      |
| ------------------ | --------------- |
| George Raft        | Joe Anton       |
| Constance Cummings | Jerry Healy     |
| Wynne Gibson       | Wynne Gibson    |
| Mae West           | Maudie Triplett |
| Alison Skipworth   | Mabel Jellyman  |
| Roscoe Karns       | Leo             |
| Louis Calhern      | Dick Bolton     |